# Мале Ісаково
Мале Ісаково (рос. Малое Исаково) — селище Гур'євського міського округу, Калінінградської області Росії. Входить до складу Великоісаковського сільського поселення.
Населення —  2543 особи (2015 рік). 

## Населення
| 1820 | 1885 | 1910 | 1933  | 2002  | 2010  |
| ---- | ---- | ---- | ----- | ----- | ----- |
| 310  | ↗774 | ↗864 | ↗1827 | ↘1697 | ↗2543 |